# Cầu Hưng Đức
Cầu Hưng Đức là một cây cầu bắc qua hai con sông lần lượt là sông Lam và sông La Giang nối liền huyện Hưng Nguyên, tỉnh Nghệ An và huyện Đức Thọ tỉnh Hà Tĩnh. Cây cầu là một phần trong tuyến cao tốc Diễn Châu – Bãi Vọt thuộc hệ thống đường cao tốc Bắc – Nam phía Đông và phía Tây. Đây là cây cầu dài nhất trong hệ thống đường cao tốc Bắc – Nam.

## Thiết kế
Cây cầu có tổng chiều dài khoảng 4.015 m. Đây được xem là cây cầu dài nhất trong hệ thống cao tốc Bắc – Nam. Ở giai đoạn phân kỳ, cây cầu được thiết kế có quy mô dành cho 4 làn xe, có dải phân cách cứng ở giữa, vận tốc tối đa 90 km/h (do đã được nâng vận tốc trên cao tốc Diễn Châu – Bãi Vọt) với bề rộng cầu khoảng 17,5 m, có 90 nhịp cầu, trong số đó có 76 nhịp super T và 14 nhịp đúc hẫng (bao gồm 3 nhịp đúc hẫng vượt sông Lam với khẩu độ tới 120 m).

## Xây dựng
Cầu Hưng Đức bắt đầu được khởi công từ tháng 5 năm 2022, là cây cầu thứ 5 bắc qua sông Lam kết nối hai tỉnh Nghệ An và Hà Tĩnh. Cầu Hưng Đức được xem là một hạng mục quan trọng thuộc tuyến đường cao tốc Diễn Châu – Bãi Vọt do 5 nhà đầu đầu tư xây dựng là Công ty Trách nhiệm Hữu hạn Hòa Hiệp, Công ty cổ phần Tập đoàn CIENCO4, Công ty cổ phần Đầu tư xây dựng Thái Yên, Công ty trách nhiệm hữu hạn Đại Hiệp và Công ty cổ phần 435 cùng thi công xây dựng. Tổng chi phí xây dựng cây cầu khoảng 1.317 tỷ đồng. Trong giai đoạn thi công, hai lần cầu tạm đã bị mưa lũ cuốn trôi. Đến ngày 16 tháng 3 năm 2024, cây cầu chính thức được hợp long. Cầu chính thức được thông xe trong phân đoạn từ nút giao Quốc lộ 46 đến nút giao Bãi Vọt từ ngày 29 tháng 6 năm 2024.